# Three for All
Three for All ist ein Jazzalbum von Bucky Pizzarelli. Die 2013 im Hirsch Center for the Performing Arts in Brooklyn, New York City, entstandenen Aufnahmen erschienen am 18. Februar 2014 auf Chesky Records.

## Hintergrund
Three for All nahm Bucky Pizzarelli zusammen mit den beiden Gitarristen Ed Laub und John Pizzarelli auf; im Jahr zuvor waren sie im Deer Head Inn in Delaware Water Gap, Pennsylvania aufgetreten. Zu den Titeln, die für diese Session in der ehemaligen St. Elias’ Catholic Church in Brooklyn ausgewählt wurden, gehören populäre Jazzstandards wie Body and Soul, I Got Rhythm, All the Things You Are und Avalon, während auch weniger bekannte Stücke, darunter Stage Fright von Dick McDonough und Carl Kress interpretiert werden.

## Titelliste

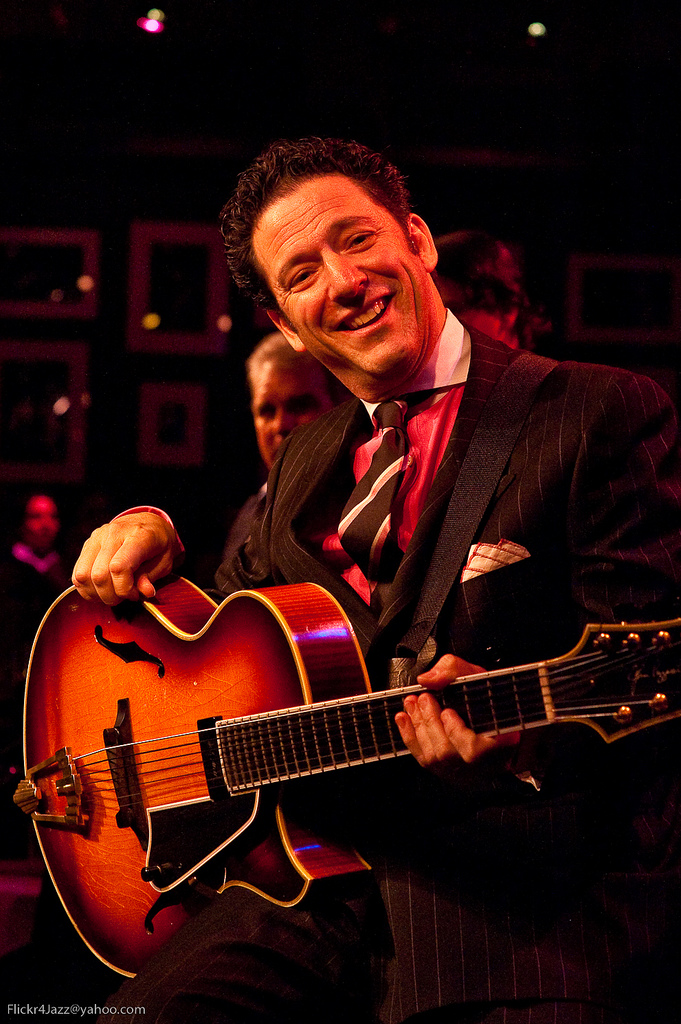
John Pizzarelli-

- The Bucky Pizzarelli Trio: Three for All (Chesky Records – JD362)[3]
  1. All the Things You Are (Oscar Hammerstein II, Jerome Kern) 5:24
  2. Body and Soul (Johnny Green. Edward Heyman, Robert Sour) 7:49
  3. Avalon (Warren Fioretti, Wilford Holcombe, Al Jolson, Vincent Rose) 5:00
  4. Snowfall (Claude Thornhill) 5:41
  5. Stompin’ at the Savoy (Edgar Sampson, Chick Webb, Benny Goodman) 5:17
  6. If I Had You (Jimmy Campbell, Reginald Connelly, Ted Shapiro) 7:12
  7. Stage Fright (Carl Kress, Dick McDonough) 3:01
  8. It's Been a Long, Long Time/Don't Take Your Love From Me (Sammy Cahn, Henry Nemo, Jule Styne) 3:08
  9. Undecided (Sydney Robin, Charlie Shavers) 5:28
  10. In the Dark (Bix Beiderbecke) 3:10
  11. I’m Confessin’ (Doc Daugherty, Al J. Neiburg, Ellis Reynolds) 5:38
  12. Three for All (Ed Laub / Bucky Pizzarelli / John Pizzarelli) 5:31
  13. I Got Rhythm (George Gershwin, Ira Gershwin) 2:38

## Rezeption
Nach Ansicht von Mike Joyce, der das Album in JazzTimes rezensierte, ist auf dem Album, egal, ob es sich um die Linien des Jazzpatriarchen Bucky Pizzarelli oder die seines Sohnes John handelt, der melodische Verzierungen herstellt und Improvisationen mit einer Note spinnt, das Niveau der Musikalität konstant hoch. Das Gleiche gelte für die kluge Unterstützung durch den Gitarristen Ed Laub, was angesichts seiner langen Zusammenarbeit mit Vater Pizzarelli kaum überraschend sei. Selbst die verwittertste Auswahl an obsuren Titeln, so der Autor, habe jedoch „einen frischen Reiz, nachdem Bucky und John sie in ihre Finger bekommen haben. Blue Notes optimieren die Melodien, harmonische Substitutionen verleihen Textur und Farbe, knifflige kontrapunktische Passagen gibt es zuhauf, und häufige rhythmische Antriebswellen sorgen für aufregende Momente. Die lebhaftesten Trio-Auftritte werden durch einige gefühlvolle Zwischenspiele, einen Schuss melancholischer Lyrik und die gelegentliche, geschickt ausgeführte Duett-Formation, einschließlich einer Duokonstellation von Bucky und Ed Laub, ausgeglichen.“